# 20 février aux Jeux olympiques de 2010
Pour un article plus général, voir Jeux olympiques d'hiver de 2010.
Le samedi 20 février aux Jeux olympiques d'hiver de 2010 est le neuvième jour de compétition.

## Programme
| Heure UTC-8 (Vancouver)                       |               |
| bleu                                          | Cérémonie     |
| neutre                                        | Épreuve       |
| or                                            | Finale        |
| orange                                        | Petite finale |
| rose                                          | Reporté       |
| gris                                          | Annulé        |
| Compétition masculine                         | Hommes        |
| Compétition féminine                          | Femmes        |
| Compétition mixte (hommes et femmes mélangés) | Mixte         |
| Compétition en couple (1 homme et 1 femme)    | Couple        |
| modifier                                      |               |

| Horaire | Discipline Spécialité | Discipline Spécialité                       | Discipline Spécialité | Phase                                   | Résultats | Références |
| ------- | --------------------- | ------------------------------------------- | --------------------- | --------------------------------------- | --------- | ---------- |
| 9:00    |                       | Curling                                     | Compétition hommes    | Phase préliminaire 7e session           | 6 - 3     | -          |
| 9:00    |                       | Curling                                     | Compétition hommes    | Phase préliminaire 7e session           | 4 - 9     | -          |
| 9:00    |                       | Curling                                     | Compétition hommes    | Phase préliminaire 7e session           | 4 - 9     | -          |
| 9:00    |                       | Curling                                     | Compétition hommes    | Phase préliminaire 7e session           | 7 - 8     | -          |
| 10:00   |                       | Ski alpin Super-G                           | Compétition femmes    | Finale                                  | -         | -          |
| 10:00   |                       | Ski acrobatique Sauts                       | Compétition femmes    | Qualifications                          | -         | -          |
| 11:30   |                       | Saut à ski Grand tremplin individuel        | Compétition hommes    | 1re manche                              | -         | -          |
| 12:00   |                       | Hockey sur glace                            | Compétition hommes    | Manche préliminaire Groupe A Match 13   | 4 - 5     | -          |
| 12:30   |                       | Saut à ski Grand tremplin individuel        | Compétition hommes    | Finale                                  | -         | -          |
| 13:30   |                       | Ski de fond 30 km poursuite                 | Compétition hommes    | Finale                                  | -         | -          |
| 14:00   |                       | Curling                                     | Compétition femmes    | Phase préliminaire 7e session           | 1 - 10    | -          |
| 14:00   |                       | Curling                                     | Compétition femmes    | Phase préliminaire 7e session           | 6 - 5     | -          |
| 14:00   |                       | Curling                                     | Compétition femmes    | Phase préliminaire 7e session           | 7 - 8     | -          |
| 14:00   |                       | Curling                                     | Compétition femmes    | Phase préliminaire 7e session           | 7 - 9     | -          |
| 14:30   |                       | Hockey sur glace                            | Compétition femmes    | Manche de classement Match 13           | 6 - 0     | -          |
| 16:15   |                       | Patinage de vitesse 1500 m                  | Compétition hommes    | Finale                                  | -         | -          |
| 16:30   |                       | Hockey sur glace                            | Compétition hommes    | Manche préliminaire Groupe B - Match 14 | 0 - 6     | -          |
| 17:00   |                       | Bobsleigh Bob à deux                        | Compétition hommes    | 1re manche                              | -         | -          |
| 17:45   |                       | Patinage de vitesse sur piste courte 1500 m | Compétition femmes    | Série éliminatoire                      | -         | -          |
| 18:29   |                       | Patinage de vitesse sur piste courte 1000 m | Compétition hommes    | Quarts de finale                        | -         | -          |
| 18:35   |                       | Bobsleigh Bob à deux                        | Compétition hommes    | 2e manche                               | -         | -          |
| 18:58   |                       | Patinage de vitesse sur piste courte 1500 m | Compétition femmes    | Demi-finales                            | -         | -          |
| 19:00   |                       | Curling                                     | Compétition hommes    | Phase préliminaire 8e session           | 9 - 5     | -          |
| 19:00   |                       | Curling                                     | Compétition hommes    | Phase préliminaire 8e session           | 4 - 5     | -          |
| 19:00   |                       | Curling                                     | Compétition hommes    | Phase préliminaire 8e session           | 7 - 6     | -          |
| 19:00   |                       | Hockey sur glace                            | Compétition femmes    | Manche de classement Match 14           | 4 - 2     | -          |
| 19:28   |                       | Patinage de vitesse sur piste courte 1000 m | Compétition hommes    | Demi-finales                            | -         | -          |
| 19:51   |                       | Patinage de vitesse sur piste courte 1500 m | Compétition femmes    | Finale                                  | -         | -          |
| 20:05   |                       | Patinage de vitesse sur piste courte 1000 m | Compétition hommes    | Finale                                  | -         | -          |
| 21:00   |                       | Hockey sur glace                            | Compétition hommes    | Manche préliminaire Groupe C - Match 15 | 3 - 5     | -          |

## Médailles du jour
| Rang  | Nation       | Or | Argent | Bronze | Total |
| ----- | ------------ | -- | ------ | ------ | ----- |
| 1     | Corée du Sud | 1  | 2      | 1      | 4     |
| 2     | Autriche     | 1  | 0      | 1      | 2     |
| 2     | Suède        | 1  | 0      | 1      | 2     |
| 4     | Pays-Bas     | 1  | 0      | 0      | 1     |
| 4     | Suisse       | 1  | 0      | 0      | 1     |
| 4     | Chine        | 1  | 0      | 0      | 1     |
| 7     | États-Unis   | 0  | 1      | 2      | 3     |
| 8     | Allemagne    | 0  | 1      | 0      | 1     |
| 8     | Pologne      | 0  | 1      | 0      | 1     |
| 8     | Slovénie     | 0  | 1      | 0      | 1     |
| 11    | Norvège      | 0  | 0      | 1      | 1     |
| Total | Total        | 6  | 6      | 6      | 18    |